# Sa Mitza de Su Nieddinu

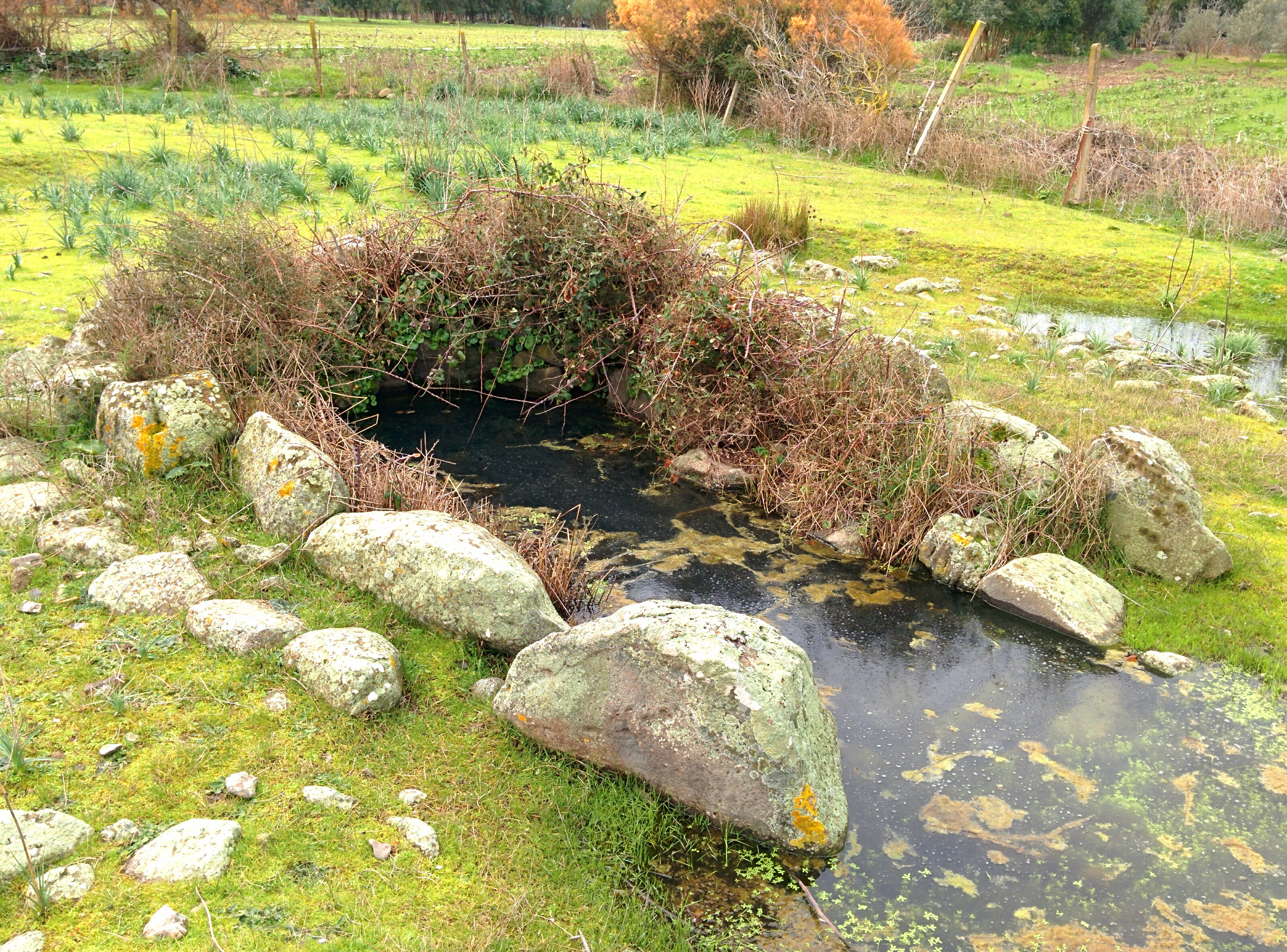
Sa Mitza de Su Nieddinu – überschwemmt

Das Brunnenheiligtum (italienisch Pozzo sacro plur. Pozzi sacri) von Sa Mitza de Su Nieddinu ist ein archäologisches Denkmal in der Gemeinde Guspini in der Provinz Medio Campidano auf Sardinien. Es liegt etwa 8,0 km nördlich des Ortes 30 m von der Straße SS126 nach San Nicolo d`Arsidano.
Das vollständig aus fein gearbeitetem Basaltgestein bestehende Brunnenheiligtum stammt aus der späten Bronzezeit (1200 – 900 v. Chr.). Das oberirdisch zerstörte Denkmal, von dem die Basis sichtbar ist und dessen Abdeckung durch eine Tholos wahrscheinlich ist, blieb unterirdisch intakt. Neun Stufen gehen bis in etwa 2,0 m Tiefe, wo der Wasserspiegel erreicht wird. Die Anlage hat einen Umfang von etwa 18 Metern und eine maximale Höhe von wenig mehr als einem Meter. Ihr Zugang ist nach Norden gerichtet, das Wasser fließt das ganze Jahr über konstant.
Etwa 1,0 km entfernt steht der etwa 1,7 m hohe Menhir Genna Prunas. Er wird in die Ozieri-Kultur datiert und repräsentiert die Muttergöttin. Er hat an der Basis mit einer Breite von 60 cm eine gerundetere Form und verglichen mit anderen Menhiren die Besonderheit, dass 30 Schälchen die vier Seiten der Basaltoberfläche bedecken.

Sa Mitza de Su Nieddinu
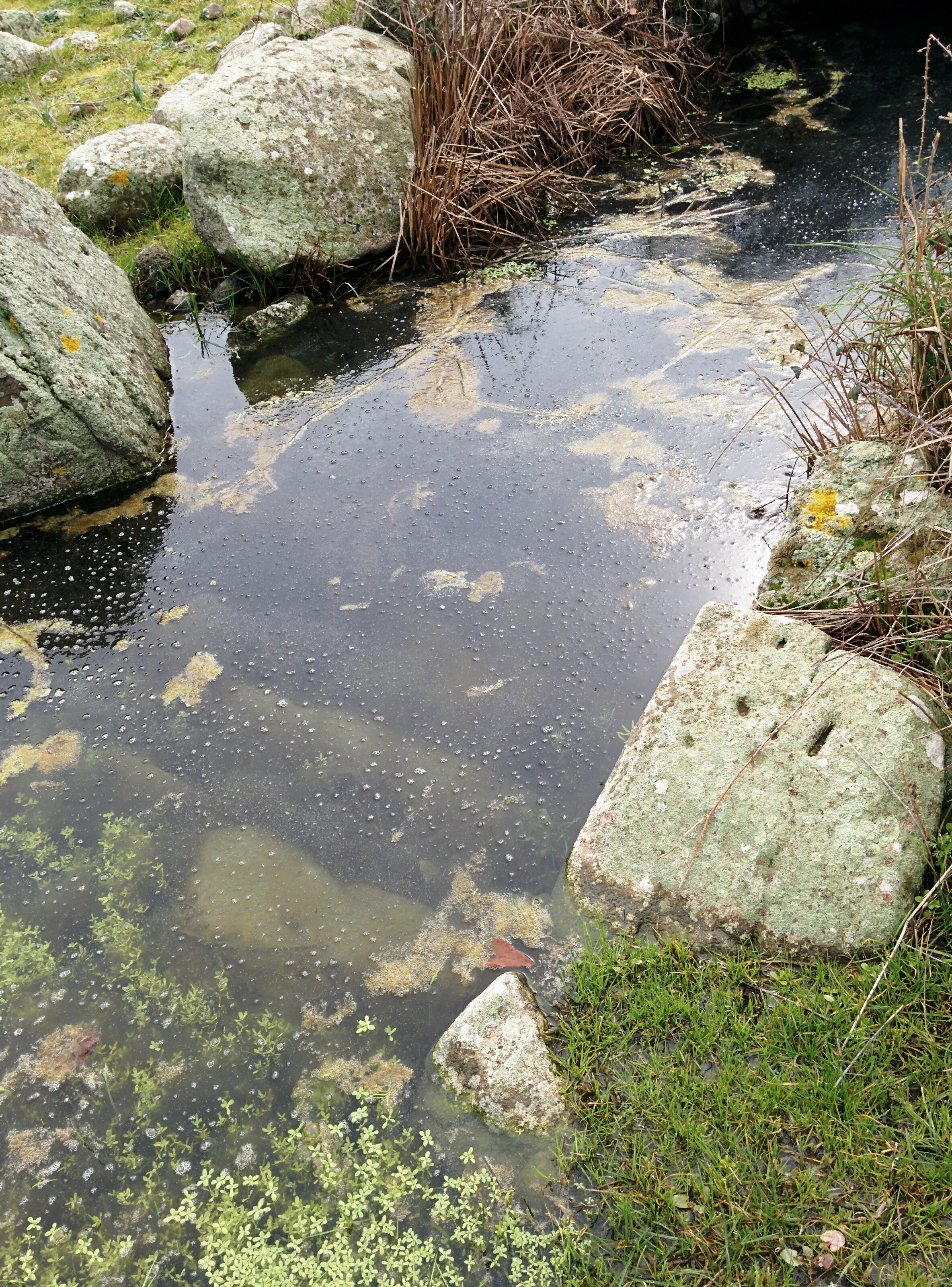
Detail des Brunnenheiligtums
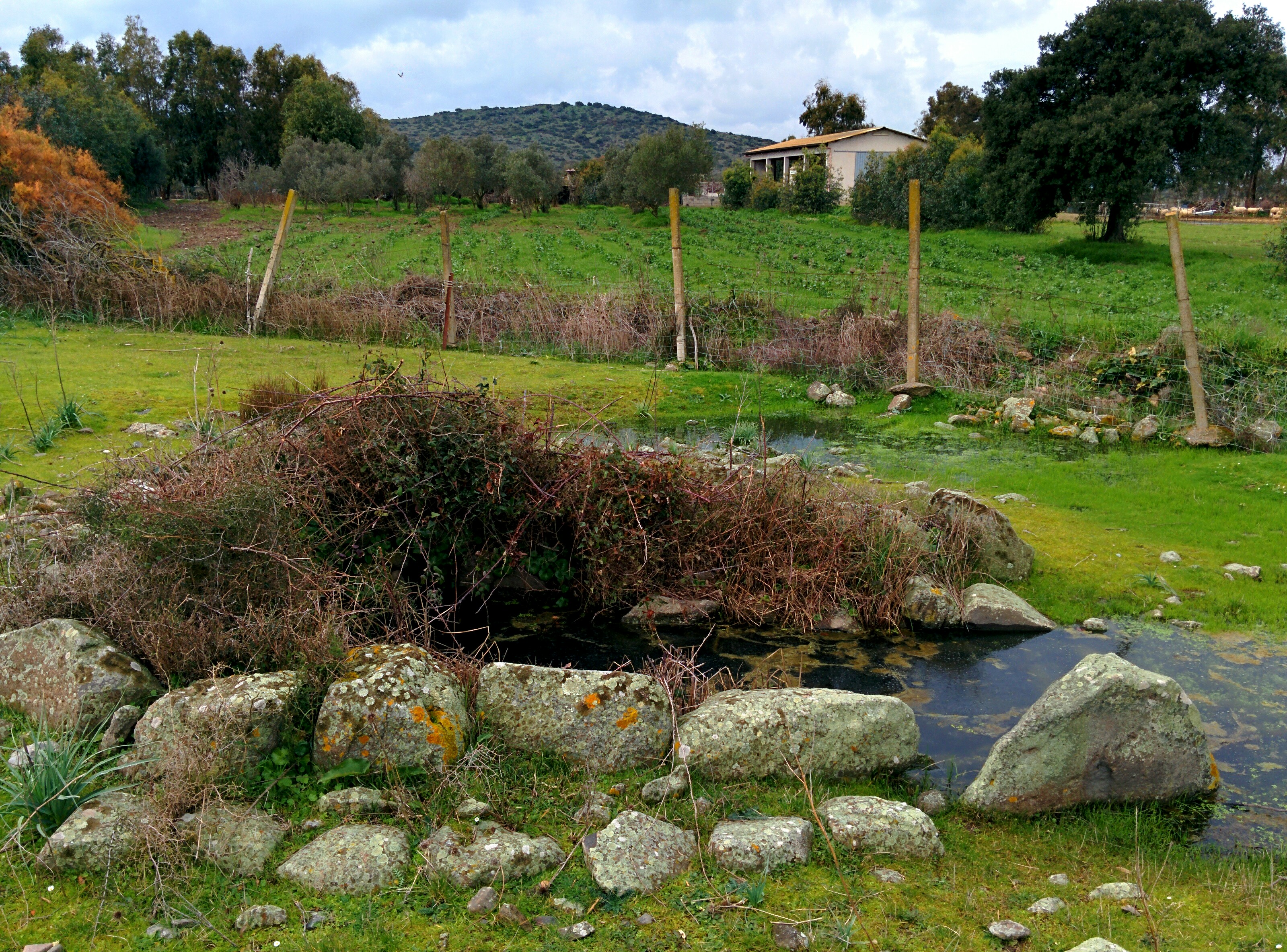
Seitenansicht des Brunnenheiligtums
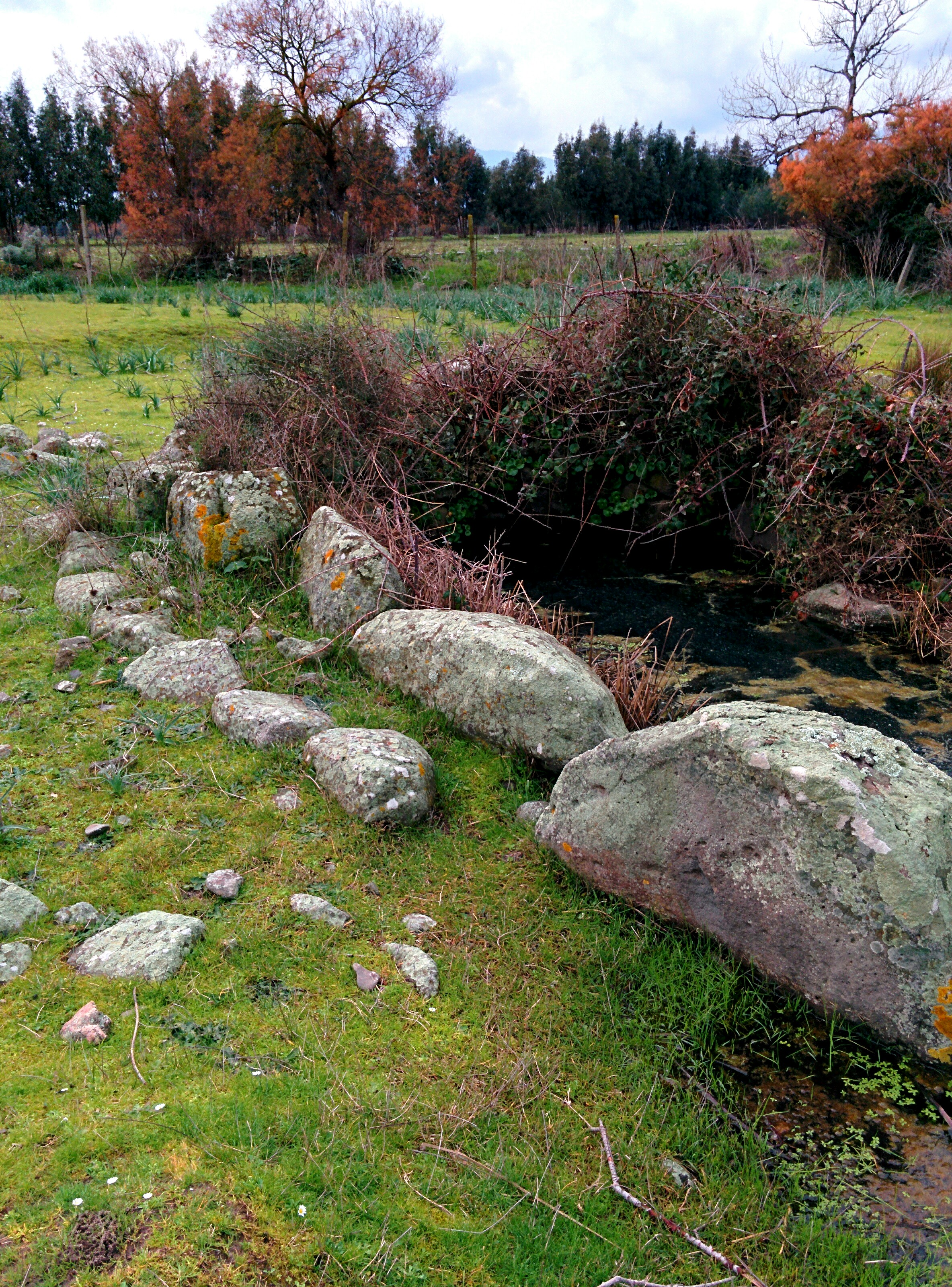
Detail des Brunnenheiligtums
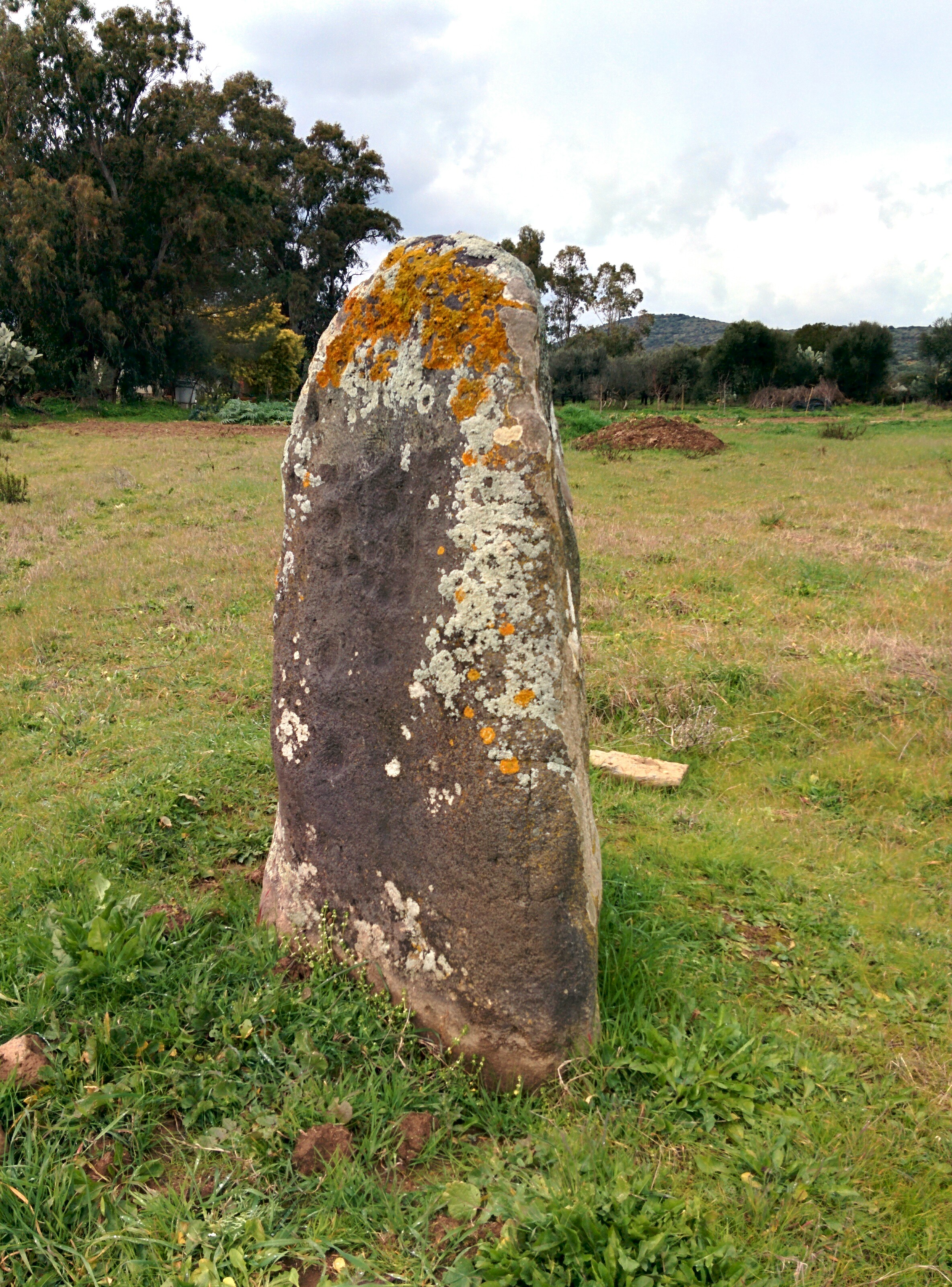
Der Menhir Genna Prunas

In der Nähe liegen die Domus de Janas di Bruncu Maddeus.